# Eriaxis rigida
Espèce
Eriaxis rigida est une espèce de plantes à fleurs de la familles des orchidées endémiques de la Nouvelle-Calédonie. Elle se présente comme une plante terrestre très raide (d'où son nom) à tige creuse. C'est la seule espèce du genre Eriaxis.

## Description morphologique

### Tiges
Les tiges sont nombreuses et dressées.

### Feuilles
Les feuilles sont très coriaces, sessiles et ovales. On les trouve en abondance sur les tiges. Elles seraient utilisées en pharmacopée kanak pour traiter les coliques et les maux de tête.

### Fleurs
Les boutons de fleur sont blanc ocracé à apex brun. Les fleurs sont blanches, roses ou tirant sur le violet avec les flancs du labelle pourprés.

## Distribution
Cette plante de lumière pousse sur maquis dégradé et en forêt basse sur sol rocheux serpentineux. On la trouve sur l'ensemble de la Grande Terre.
À l'heure actuelle, cette espèce ne semble pas globalement menacée. En revanche, certaines sous-populations peuvent être affectées par l'activité minière : à Tiebaghi (SLN), à Kopeto (SLN), à Goro (VALE) et à Koniambo (KNS).

## Histoire

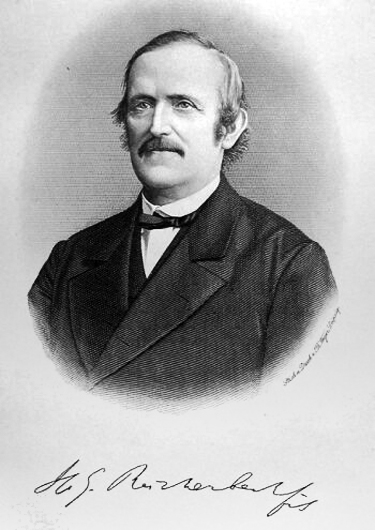
Heinrich Gustav Reichenbach, à qui l'on doit la description d'Eriaxis rigida.

L'espèce a été décrite en 1877 par Heinrich Gustav Reichenbach à partir de spécimens prélevés sur l'île des Pins et envoyés de Nouvelle-Calédonie par Eugène Vieillard, Émile Deplanche, Jean Armand Isidore Pancher et Milne.

## Philatélie
Eriaxis rigida figure sur un timbre de 42 Francs Pacifiques émis par l'OPT en 1975 signé Baillais et Delrieu, et sur un autre de 2013 (110 Franc Pacifiques) dessiné par Jean-Richard Lisiak.